# Petar Trbojević
Petar Trbojević (Nis, 9 de setembro de 1973) é um jogador de polo aquático sérvio, medalhista olímpico.

## Carreira
Petar Trbojević fez parte dos elencos olímpicos de prata em Atenas 2004, e bronze em Sydney 2000